# Makoto Inoue
Makoto Inoue (井上 信, Makoto Inoue; Yamaguchi, 7 december 1974) is een golfprofessional  uit Japan. Hij speelt op de Japan Golf Tour, waar hij twee overwinningen heeft behaald.
In juni 2013 eindigde hij op de 3de plaats bij het Mizuno Open waardoor hij zich plaatste voor het Brits Open, dat drie weken later werd gespeeld.

## Gewonnen
Japan Golf Tour
- 2004: ABC Championship
- 2008: Canon Open

Japan Challenge Tour
- 2001: Aiful Challenge Cup Spring